# Mersennepriemgetal
In de wiskunde is een mersennepriemgetal een priemgetal van de vorm {\displaystyle 2^{n}-1}, met {\displaystyle n} een natuurlijk getal.
Getallen {\displaystyle M_{n}} van de vorm
{\displaystyle M_{n}=2^{n}-1}
worden mersennegetallen genoemd. In sommige definities wordt geëist dat de exponent {\displaystyle n} een priemgetal is. Mersennegetallen zijn genoemd naar de Franse wiskundige Marin Mersenne, die deze getallen in de 17e eeuw voor het eerst onderzocht.
Als {\displaystyle M_{n}} een mersennepriemgetal is, is de exponent {\displaystyle n} zelf ook een priemgetal. Immers:
{\displaystyle 2^{ab}-1=(2^{a}-1)\left(1+2^{a}+2^{2a}+2^{3a}+\ldots +2^{(b-1)a}\right)}

## Geschiedenis
| P: {\displaystyle M_{n}} is priem —: {\displaystyle M_{n}} is samengesteld Mersenne had gelijk. Hij had het fout. |     |     |     |     |     |     |     |     |
| {\displaystyle n}                                                                                                 | 2   | 3   | 5   | 7   | 11  | 13  | 17  | 19  |
| {\displaystyle M_{n}}                                                                                             | P   | P   | P   | P   | —   | P   | P   | P   |
| {\displaystyle n}                                                                                                 | 23  | 29  | 31  | 37  | 41  | 43  | 47  | 53  |
| {\displaystyle M_{n}}                                                                                             | —   | —   | P   | —   | —   | —   | —   | —   |
| {\displaystyle n}                                                                                                 | 59  | 61  | 67  | 71  | 73  | 79  | 83  | 89  |
| {\displaystyle M_{n}}                                                                                             | —   | P   | —   | —   | —   | —   | —   | P   |
| {\displaystyle n}                                                                                                 | 97  | 101 | 103 | 107 | 109 | 113 | 127 | 131 |
| {\displaystyle M_{n}}                                                                                             | —   | —   | —   | P   | —   | —   | P   | —   |
| {\displaystyle n}                                                                                                 | 137 | 139 | 149 | 151 | 157 | 163 | 167 | 173 |
| {\displaystyle M_{n}}                                                                                             | —   | —   | —   | —   | —   | —   | —   | —   |
| {\displaystyle n}                                                                                                 | 179 | 181 | 191 | 193 | 197 | 199 | 211 | 223 |
| {\displaystyle M_{n}}                                                                                             | —   | —   | —   | —   | —   | —   | —   | —   |
| {\displaystyle n}                                                                                                 | 227 | 229 | 233 | 239 | 241 | 251 | 257 | 263 |
| {\displaystyle M_{n}}                                                                                             | —   | —   | —   | —   | —   | —   | —   | —   |

Mersenne beweerde in 1644 dat {\displaystyle p=M_{n}} priem is als {\displaystyle n=2,3,5,7,13,17,19,31,67,127,257}, maar dat {\displaystyle p} een samengesteld getal is wanneer {\displaystyle n} een van de andere priemgetallen, kleiner dan 257, is. Mersenne zat er wat betreft bovenstaande rij vijf keer naast. {\displaystyle M_{67}} en {\displaystyle M_{257}} zijn geen priemgetallen, terwijl {\displaystyle M_{61}}, {\displaystyle M_{89}} en {\displaystyle M_{107}} dit juist wel zijn.
Het grootste bekende priemgetal is sinds 1952 een mersennepriemgetal, met uitzondering van de periode van 1989 tot 1992 toen een ander getal was gevonden. Er wordt met GIMPS door distributed computing, over internet, naar nieuwe priemgetallen gezocht. Het is in 1996 begonnen en sinds 2005 zijn alle nieuwe grootste priemgetallen, steeds mersennepriemgetallen, met GIMPS gevonden. Het grootst bekende priemgetal is in oktober 2024 gevonden: het is 2136 279 841-1. Het was het 52e mersennepriemgetal dat is gevonden.

## Theorie

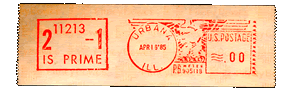
Poststempel van ongeveer 1964 tot 1976 gebruikt door het wiskundedepartement van het UIUC, naar aanleiding van de mersennepriemgetallen in 1963 door D Gillies ontdekt

De drie kleinste mersennepriemgetallen zijn
{\displaystyle M_{2}=3,\ M_{3}=7,\ M_{5}=31}
Hoewel mersennegetallen {\displaystyle M_{p}} alleen priem kunnen zijn als {\displaystyle p} ook een priemgetal is, zijn er mersennegetallen {\displaystyle M_{p}} die geen priemgetal zijn, terwijl {\displaystyle p} dat wel is.
Het kleinste tegenvoorbeeld is het mersennegetal
{\displaystyle M_{11}=2^{11}-1=2047=23\times 89}
Het ontbreken van een duidelijke regel om te bepalen of een gegeven mersennegetal een priemgetal is maakt de zoektocht naar mersennepriemgetallen een interessante taak, die, aangezien mersennegetallen zeer snel groeien, heel snel zeer moeilijk wordt. De Lucas-Lehmertest voor mersennegetallen is een efficiënte priemgetaltest, die wordt gebruikt om te bepalen of een mersennegetal ook een mersennepriemgetal is. Deze test is eenvoudiger uit te voeren dan testen voor andere typen van getallen. Het grootst bekende priemgetal is daarom vrijwel altijd een mersennepriemgetal.

## Perfecte getallen en mersennepriemgetallen
Er is een verband tussen mersennepriemgetallen en perfecte getallen. Perfecte getallen zijn getallen waarbij de som van de delers gelijk is aan het getal zelf. Als namelijk {\displaystyle 2^{n}-1} een priemgetal is, dan is {\displaystyle 2^{n-1}(2^{n}-1)} een perfect getal. Het omgekeerde geldt ook: ieder, in ieder geval even, perfect getal kan worden geschreven als {\displaystyle 2^{n-1}(2^{n}-1)} waarbij {\displaystyle n} een priemgetal is en {\displaystyle 2^{n}-1} een mersennepriemgetal.
Voorbeeld: voor {\displaystyle n=3} geldt dat {\displaystyle 2^{n}-1=7} een priemgetal is, en {\displaystyle 2^{n-1}(2^{n}-1)=2^{2}(2^{3}-1)=4\times 7=28} een perfect getal is.
Toepassingen van mersennepriemgetallen liggen in beveiliging van gegevens met behulp van encryptie en in het genereren van toevalsgetallen, dat gaat met de mersennetwister.

## Bekende mersennepriemgetallen
Er zijn op dit moment 52 mersennepriemgetallen bekend, het laatste en het grootste is in oktober 2024 gevonden.
| naam Mn   | getal                                                                          | datum van ontdekking | ontdekt door                                                                                |
| --------- | ------------------------------------------------------------------------------ | -------------------- | ------------------------------------------------------------------------------------------- |
| M52       | 2136 279 841−1 met 41 024 320 cijfers                                          | 12 oktober 2024      | L Durant met GIMPS                                                                          |
| M51       | 282 589 933−1 met 24 862 048 cijfers                                           | 7 december 2018      | P Laroche met GIMPS                                                                         |
| M50       | 277 232 917−1 met 23 249 425 cijfers                                           | 26 december 2017     | J Pace met GIMPS                                                                            |
| M49       | 274 207 281−1 met 22 338 618 cijfers                                           | 7 januari 2016       | C Cooper met GIMPS                                                                          |
| M48       | 257 885 161−1 met 17 425 170 cijfers                                           | 25 januari 2013      | C Cooper met GIMPS                                                                          |
| M47       | 242 643 801−1 met 12 837 064 cijfers                                           | 12 april 2009        | OM Strindmo met GIMPS                                                                       |
| M46       | 237 156 667−1 met 11 185 272 cijfers                                           | 6 september 2008     | H-M Elvenich met GIMPS                                                                      |
| M45       | 243 112 609−1 met 12 978 189 cijfers                                           | 23 augustus 2008     | Universiteit van Californië - Los Angeles met GIMPS                                         |
| M44       | 232 582 657−1 met 9 808 358 cijfers                                            | 4 september 2006     | C Cooper en S Boone met GIMPS                                                               |
| M43       | 230 402 457−1 met 9 152 052 cijfers                                            | 15 december 2005     | C Cooper en S Boone met GIMPS                                                               |
| M42       | 225 964 951−1 met 7 816 230 cijfers                                            | 28 februari 2005     | M Nowak in samenwerking, Duitsland                                                          |
| M41       | 224 036 583−1 met 7 235 733 cijfers                                            | 15 mei 2004          | J Findley in samenwerking, Verenigde Staten                                                 |
| M40       | 220 996 011−1 met 6 320 430 cijfers                                            | 17 november 2003     | M Shafer in samenwerking, Verenigde Staten                                                  |
| M39       | 213 466 917−1                                                                  | 14 november 2001     | M Cameron in samenwerking, Canada                                                           |
| M38       | 26 972 593−1                                                                   | 1 juni 1999          | N Hajratwala in samenwerking, Verenigde Staten                                              |
| M37       | 23 021 377−1                                                                   | 27 januari 1998      | R Clarkson in samenwerking, Verenigde Staten                                                |
| M36       | 22 976 221−1                                                                   | 24 augustus 1997     | G Spence in samenwerking, Verenigd Koninkrijk                                               |
| M35       | 21 398 269−1                                                                   | november 1996        | J Armengaud in samenwerking, Frankrijk                                                      |
| M34       | 21 257 787−1                                                                   | 1996                 | D Slowinski en P Gage                                                                       |
| M33       | 2859 433−1                                                                     | 1994                 | D Slowinski en P Gage                                                                       |
| M32       | 2756 839−1                                                                     | 1992                 | D Slowinski en P Gage                                                                       |
| M31       | 2110 503−1                                                                     | 1988                 | D Slowinski                                                                                 |
| M30       | 2216 091−1                                                                     | 1985                 | D Slowinski                                                                                 |
| M29       | 2132 049−1                                                                     | 1983                 | W Colquitt en L Welsh                                                                       |
| M28       | 286 243−1                                                                      | 1982                 | D Slowinski                                                                                 |
| M26, M27  | 223 209−1, 244 497−1                                                           | 1979                 | LC Noll                                                                                     |
| M25       | 221 701−1                                                                      | 1978                 | LC Noll en L Nickel                                                                         |
| M24       | 219 937−1                                                                      | 1971                 | B Tuckerman                                                                                 |
| M21 - M23 | 29 689−1, 29 941−1, 211 213−1                                                  | 1963                 | DB Gillies                                                                                  |
| M19, M20  | 24 253−1, 24 423−1                                                             | 1961                 | A Hurwitz                                                                                   |
| M18       | 23 217−1                                                                       | 1957                 | H Riesel                                                                                    |
| M13 - M17 | 2521−1, 2607−1, 21 279−1, 22 203−1, 22 281−1                                   | 1952                 | RM Robinson                                                                                 |
| M1 - M12  | 2−1, 23−1, 25−1, 27−1, 213−1, 217−1 219−1, 231−1, 261−1, 289−1, 2107−1, 2127−1 | voor 1915            | Oud-Griekse wiskunde, Pietro Cataldi, Leonhard Euler, I Pervushin, RE Powers, Édouard Lucas |